# 战神广场 (罗马分区)

区徽

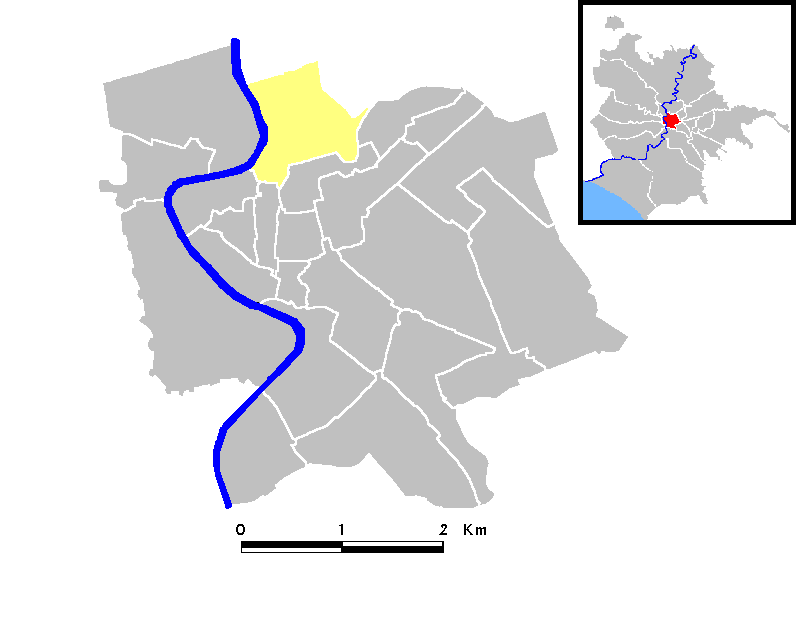
地图

战神广场（義大利語：Campo Marzio）是罗马的第四区，所涵盖范围小于古代的战神广场地区。该区的标志是蓝色背景上的银色月牙。